# Holger Schmidhuber
Holger Schmidhuber (* 27. Oktober 1970 in Bad Mergentheim) ist ein deutscher Bildender Künstler, Professor und Mitinhaber der Designagentur Fuenfwerken in Wiesbaden und Berlin.

## Leben
Holger Schmidhuber wurde 1970 im baden-württembergischen Bad Mergentheim geboren. Von 1992 bis 1994 besuchte er die Haller Akademie der Künste in Schwäbisch Hall. Im Anschluss wechselte er an die Hochschule RheinMain und schloss dort 1999 den Studiengang Kommunikationsdesign mit Diplom ab. Holger Schmidhuber war 1997 Mitbegründer der 5werken designgruppe. 1998 verbrachte er ein Semester an der Parsons The New School for Design in New York. Von 2003 bis 2007 hatte er einen Lehrauftrag an der Hochschule RheinMain im Fachbereich Design, Informatik, Medien und zwischen 2008 und 2009 ging er einer Vertragsprofessur an der Freien Universität Bozen in der Fakultät für Design und Künste nach. Seit 2010 hat Holger Schmidhuber die Professur für Typografie und Gestaltungssprache an der Hochschule Mainz.

## Werke
| Jahr      | Titel des Werkzyklus                     | Material                                                          | Bildinhalt |
| --------- | ---------------------------------------- | ----------------------------------------------------------------- | --- |
| 2002      | Karfreitag                               | Öl, Pigment auf Leinwand                                          | Abstraktes Spiel aus Farbe und Fläche |
| 2002–2006 | unsehbar                                 | Öl, Pigment auf Leinwand                                          | Farbflächenmalerei und parallele, horizontale Linien |
| 2006      | death row                                | Mischtechnik auf Alu-Dibond                                       | Fotografien von in Texas zum Tode verurteilten und hingerichteten Männern. Über die Porträts legte der Künstler jeweils eine rote, lasierende Farbschicht, durch welche die Gesichter hindurch schimmern.  |
| 2006–2007 | o. T.                                    | Mischtechnik auf Alu-Dibond                                       | Fotografien von Landschafts- und Stadtansichten, welche durch unterschiedlich farbige, lasieren aufgetragene Farbschichten schimmern                                                                       |
| 2007      | Dead Diary                               | Mischtechnik auf Alu-Dibond                                       | Fotografien von Stadtansichten Venedigs, welche durch lasierend aufgetragene rote, weiße oder schwarze Farbschichten schimmern                                                                             |
| 2008–2010 | The MIAMI PROJECT                        | Siebdruck auf 100-Dollarschein/ Mischtechnik auf Alu-Dibond       | 100-$-Scheine mit Botschaften in roter Farbe z. B. "Can you feel the soul?" oder "Break my reasoning" Fotografien mit lasierenden Deckschichten in unterschiedlichen Farben und eingearbeiteten Textzeilen |
| 2008      | Wiederhergestellte Verbindung zum Kosmos | Öl, Pigment auf Leinwand                                          | Flächige Malerei mit leuchtenden Farbakzenten und Betonungen durch leuchtende Linien, die das jeweilige Bild kreuzen.                                                                                      |
| 2009      | o. T.                                    | Mischtechnik auf Papier                                           | Gelbe, blaue und hellblaue Farbflächen in hexagonaler Umrandung |
| 2009–2010 | The VOLCANO PROJECT                      | Mischtechnik auf handgeschöpftem Bütten                           | Organische und anorganische Strukturen, z. T. nachkoloriert |
| 2010      | oil40                                    | Mischtechnik auf Alu-Dibond                                       | Fotografien mit Motiven aus dem Wald mit unterschiedlichen lasierenden Farbschichten überzogen |
| 2011–2012 | BAUHAUS                                  | Mischtechnik auf Alu-Dibond                                       | Innenaufnahmen der Dessauer Bauhaus-Gebäude, mit unterschiedlichen, lasierenden Farbschichten überzogen.                                                                                                   |
| 2012      | FEAR IS ENERGY                           | Spray paint on original LV-handbag SPEEDY 40; Auflage: 40 Taschen | Edition von 40 Louis Vuitton Handtaschen, mit orangefarbenem Schriftzug "FEAR IS ENERGY" |
| 2011–2012 | Oświęcim Album                           | Auflage von 250 + 2 a.p. 66 Seiten, 10 Platten und eine DVD       | Fotografien des Ortes Oświęcim, wo sich von 1940 bis 1945 das KZ Auschwitz-Birkenau befand. Über die Fotografien legte der Künstler eine halb-transparente, dunkle Farbschicht.                            |

## Ausstellungen (Auswahl)
Holger Schmidhuber hat seit 1993 an zahlreichen Ausstellungen im In- und Ausland teilgenommen:
- 1996: Städtische Galerie, Freudenberg (E)
- 1998: WLZ Raiffeisen AG, Stuttgart (E)
- 2001: Galerie im Kleinen Haus, Staatstheater, Mainz (E)
- 2003: Kunstverein Eisenturm Mainz (E)
- 2003: Deutsche Bank, Wiesbaden (E)
- 2004: Lufthansa Systems Group, Frankfurt (E)
- 2005: Galerie Kleines Haus, Staatstheater Mainz (E)
- 2005: Kunsthaus Worms (E)
- 2006: Galerie Oezman, Zürich (E)
- 2006: Galerie Oezman, Zürich
- 2006: "St. Michael", Haalhalle, Schwäbisch Hall
- 2007: "Begegnungen. MENSCHEN... UN MENSCHEN", Kunstverein Villa Streccius, Landau (E)
- 2007: "Zusammenkunst", Kunsthaus Wiesbaden
- 2007: Galerie Oezmen, Zürich
- 2008: Grimani & Höhler, Zürich (E)
- 2008: "Kunst im Quadrat", Kunstverein Eisenturm Mainz
- 2008: Grimani & Höhler, Zürich
- 2009: Grimani & Höhler, Zürich
- 2009: „ARTIST WITH TWO EARS“, SÍM • The Association of Icelandic Visual Artists, Reykjavík (E)
- 2010: "Couples – Paarlauf", Neuer Kunstverein Aschaffenburg (E)
- 2010: Grimani & Höhler, Zürich
- 2011: "SCHMIDHUBER vs SCHMIDHUBER", Galerie Erhard Witzel, Wiesbaden (E)
- 2012: 7th Berlin Biennale (Digital venue & part of the public research archive of the Berlin Biennale)
- 2013: "CONVOLUTUM", DavisKlemmGallery, Wiesbaden (E)
- 2013: "BAUHAUS CONTROLLED BY NATURE", SCHAURAUM 35/nullnull, Krems (A) (E)
- 2013: "Am Anfang war das Wort….??" (curated by Elisabeth Claus), QuadrART Dornbirn (A)
- 2014: "SCHMIDHUBER&SCHMIDHUBER" (mit/with Helga Schmidhuber), Sammlung Teunen, Schloss Johannisberg (E)
- 2014: "JUST ADD WATER! / Només Amb Aigua!", CCA Kunsthalle · Andratx, Mallorca (ES) (curated by Patricia Absaek)
- 2015: "marilyn", Maurer Zilioli – Contemporary Arts, München (E)
- 2016: "LYS OVER LOLLAND", Lolland (DK)
- 2016: "Summary", Maurer Zilioli Contemporary Arts, München
- 2016: „WENDEZEITEN“, CCA Kunsthalle · Andratx, Mallorca (ES) (curated by Patricia Asbæk)
- 2016: „My castle is your home“, Nassauischer Kunstverein, Wiesbaden (curated by Helga Schmidhuber)